# Popelina

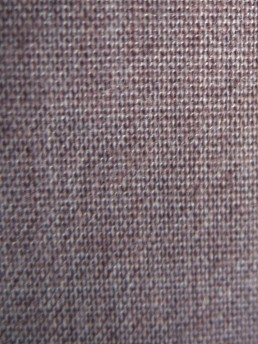
Popelina

Popelina – mocna tkanina wełniana, bawełniana lub jedwabna o splocie płóciennym, przypominająca ryps, wykorzystywana w produkcji koszul, sukni i płaszczy.